# Karlovy Vary (stacja kolejowa)
Karlovy Varyⓘ – stacja kolejowa w Karlowych Warach, w kraju karlowarskim, w Czechach. Jest ważnym węzłem kolejowym. Znajduje się na wysokości 415 m n.p.m.. Położona jest między Rybáře i Bohatice. Stacja jest czasami określana jako "stacja górna" – w przeciwieństwie do dolnej stacji.

## Linie kolejowe
- 140: Chomutov - Cheb
- 141: Karlovy Vary - Merklín
- 142: Karlovy Vary - Johanngeorgenstadt